# 206 a.C.
Il 206 a.C. (CCVI a.C. in numeri romani) è un anno  del III secolo a.C.

## Eventi
- Seconda guerra punica:
  - Magone Barca ordina l'evacuazione delle restanti truppe cartaginesi dalla Spagna, e fa rotta verso le Isole Baleari.
  - Publio Cornelio Scipione ritorna a Roma, mentre le sue truppe fondano in Spagna la città di Italica.
- Cina: Ziying, ultimo esponente della dinastia Qin si arrende al leader della rivolta popolare, Liu Bang. Con questo episodio si fa terminare la dinastia Qin e l'inizio della dinastia Han.
- Caduta di Gojoseon, nella penisola Coreana.
- Si instaura il regno di Nanyue a Guangzhou, l'odierna Canton.

## Morti
- Capussa, re numida
- Quinto Fabio Massimo, politico romano
- Lacide di Cirene, filosofo greco antico
- Ziying, imperatore cinese